# Хунлююань
Лююа́нь (кит. упр. 柳园, палл. Лююань, буквально: «Ивовый сад») — посёлок в уезде Гуачжоу городского округа Цзюцюань провинции Ганьсу.
Лююань или Хунлююань («Красный Лююань») является станцией на Ланьчжоу — Синьцзянской железной дороге и располагается на Т-образном перекрёстке идущей в направлении «восток-запад» автомобильной трассы № 312 и южно-северной (нань-бэй) трассы № 215.
Почтовый индекс 736 000. Телефонный код — 0937.